# Демократический союз (Сирия)
Партия «Демократический союз», также Партия демократического единства (курд. Partiya Yekîtiya Demokrat, араб. حزب الاتحاد الديمقراطي‎, название обычно сокращается до PYD) — левая политическая партия, основанная в 2003 году сирийскими курдами.
12 июля 2012 года PYD совместно с Курдским национальным советом сформировала Высший курдский совет (курд. Desteya Bilind a Kurd, DBK), выполняющий роль временного правительства в Сирийском Курдистане (Рожаве) в условиях гражданской войны в Сирии.

## Позиция PYD
В отличие от других курдских националистических организаций, PYD выступает не за полное отделение сирийской части Курдистана, а скорее за более широкую автономию курдов в составе Сирии. PYD занят в первую очередь созданием автономных органов курдского самоуправления на севере Сирии: правоохранительных органов, судов, муниципалитетов, движений за права женщин (Star Union и др.), а также школ, преподавание в которых ведётся на курдском языке по учебникам, очищенным от баасистской и арабской националистической пропаганды С точки зрения PYD, единственным выходом из сложившейся ситуации в Сирии является децентрализация и развитие местного самоуправления.
PYD выступает как демократическая партия, основанная на принципах свободы, равноправия и самоуправления При этом PYD дистанцируется от примитивного национализма других группировок, действующих в западном Курдистане, признавая, что традиционная концепция национального государства на данный момент устарела даже на её родине — в Западной Европе — и нет смысла переносить её в чистом виде на Ближний Восток. Цель PYD — достижение демократической автономии (а не сепаратизм) и создание структур курдского гражданского общества без ущемления прав и свобод других этнических и религиозных групп, проживающих на территории Курдистана.

## Роль PYD в сирийском конфликте

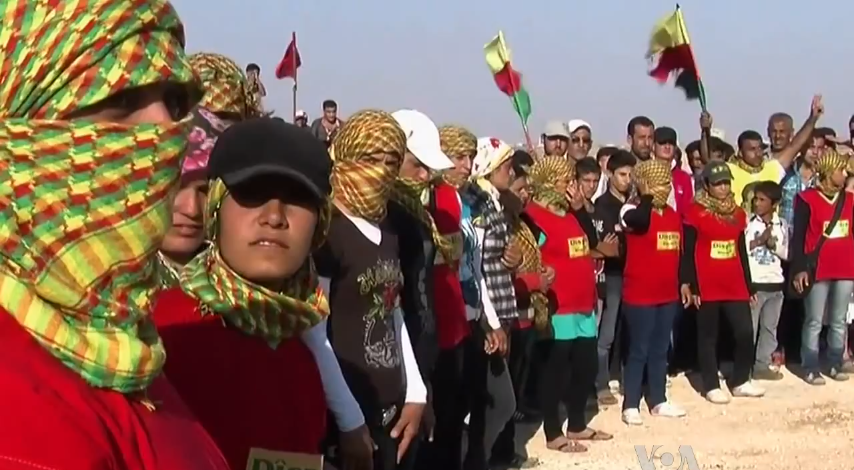
Сторонники PYD в Африне

PYD и DBK имеют свои вооружённые формирования — Отряды народной самообороны (курд. Yekîneyên Parastina Gel, YPG) и Отряды женской самообороны (курд. Yekîneyên Parastina Jin, YPJ); при этом руководство YPG утверждает, что Отряды народной самообороны официально не связаны с какой-либо политической партией или идеологией. Примечателен также тот факт, что командиры отрядов избираются прямым демократическим голосованием. По состоянию на июль 2012 года, численность этих вооружённых формирований составляла 4-5 тысяч; согласно интервью с лидером PYD от 1 декабря 2012 года, это число могло возрасти до 10 тысяч.
С мая 2013 года YPG вели борьбу в основном против исламистов и боевиков Свободной сирийской армии, пытавшихся установить контроль над курдскими районами Сирии — таким образом, курды играют роль «третьей силы» в сирийском конфликте. Тем не менее, сирийская оппозиция обвиняла PYD в лоялизме (и даже в том, что правительство Башара Асада намеренно отдало северо-восток Сирии под контроль PYD) Однако в последующем YPG вступали в столкновения с правительственными войсками и взаимодействовали с группами умеренной оппозиции вначале в рамках операции «Вулкан Евфрата» против ИГИЛ, а в конце 2015 года объединились в Демократические силы Сирии (Сирийские демократические силы).
23 мая 2013 года лидер PYD Салих Муслим заявил, что не менее 60 % запасов сирийской нефти находится под контролем курдов и что вся добыча нефти в этих районах остановлена до тех пор, пока DBK не даст согласия на её возобновление.
В январе 2018 года партия «Демократический союз» отказалась от участия в сочинском Конгрессе сирийского национального диалога. Против участия её представителей выступила Турция, чьё руководство считает её связанной с Рабочей партией Курдистана. Обе политические силы, по определению турецких властей, являются террористическими. Представители PYD не получили приглашение в Сочи, но до начала турецкой операции «Оливковая ветвь» против сирийских курдов были готовы общаться с Россией как с посредником в межсирийском урегулировании и вплоть до 22 января изъявляли желание приехать в Сочи и вели с Москвой переговоры по этому вопросу. Начало военной операции и позиция Москвы в этой связи повлияли на отношение курдов к России как посреднику. Курды обвинили Москву в сговоре с Анкарой, прекратили переговоры о приезде в Сочи и заявили, что PYD не намерена выполнять никакие договорённости, которые будут достигнуты в Сочи. Не получили приглашения в Сочи и представители другой ведущей курдской силы на севере Сирии — «Курдского национального совета», — хотя Турция не была настроена против их участия.